# هتلبان شب
نگهبان شب یا هتلبان شب (ایتالیایی: Il portiere di notte) یک فیلم درام روانشناختی اروتیک به کارگردانی لیلیانا کاوانی محصول سال ۱۹۷۴ است. مایه‌های جنسی و سادومازوخیستی فیلم را به اثری بحث‌انگیز و جنجالی در هنگام اکران تبدیل کرد و منتقدان در داوری ارزش هنری آن دچار دودستگی شدند.
نگهبان شب اکنون از نمونه‌های کالتِ سینمای نازیسپلویتیشن (Nazisploitation) برشمرده می‌شود. فیلمنامهٔ این فیلم با ترجمهٔ طاهر نوکنده (انتشارات نیلوفر) به فارسی منتشر شده است.

## بازیگران
- درک بوگارد
- شارلوت رمپلینگ
- فیلیپ لروی
- گابریله فرزتی
- ایسا میراندا
- مارینو مازه
- نورا ریچی
- جفری کاپلستن
- جوزپه آدوباتی
- پی‌یرو ویدا